# Exile (Enya)
Exile è una canzone della cantante e musicista irlandese Enya, pubblicata nel 1991 come quarto singolo estratto dall'album Watermark.

## Il singolo

### Tracce
Testi di Roma Ryan, musiche di Enya.
1. Exile – 4:20
2. On Your Shore – 4:00
3. Watermark – 2:24
4. River – 3:10

### Descrizione
Il brano è stato inizialmente pubblicato nel 1988 come traccia dell'album Watermark, il secondo lavoro discografico della cantante irlandese. Nel 1991, in occasione del suo utilizzo nella colonna sonora del film Pazzi a Beverly Hills, la canzone è stata pubblicata come singolo, il quarto estratto dall'album pubblicato tre anni prima.